# Rio Grande (Minas Gerais)
O rio Grande é um curso de água que banha os estados de Minas Gerais e São Paulo, no Brasil, recebendo o nome de rio Paraná a partir da confluência com rio Paranaíba.

## Percurso
É considerado um rio de planalto, sua nascente localiza-se no Alto do Mirantão na serra da Mantiqueira em Bocaina de Minas, a uma altitude de 1 980 m e percorre 1 360 km até encontrar o rio Paranaíba no município de Carneirinho em Minas Gerais, recebendo o nome de rio Paraná.
A partir dos municípios de Claraval e Ibiraci, o rio forma a divisa natural do estado de Minas Gerais com São Paulo.
A partir da nascente, seu curso têm uma orientação Sudoeste-Nordeste até a divisa dos municípios de Lima Duarte e Bom Jardim de Minas, deste ponto em diante, toma a direção Sul-Norte, servindo como divisa entre estes dois municípios, e também entre os municípios de Andrelândia e Lima Duarte. Mais a jusante, passa a correr para Sul, e se mantém nesta direção até a barragem de Jaguara, em Sacramento. A montante de Jaguara, à altura do reservatório de Estreito, passa a receber as águas dos rios do estado de São Paulo, e serve como divisa entre este estado e Minas Gerais. O rio muda então seu curso e passa a correr segundo a direção Leste-Oeste até sua confluência com o rio Paranaíba, e a partir desse ponto, esse curso d'água, passa a se chamar rio Paraná. A bacia do rio Grande, apresenta uma série de doze reservatórios, utilizados para a geração de energia elétrica, sendo eles, de montante a jusante: Camargos, Itutinga, Funil, Furnas, Mascarenhas de Moraes (ex-Peixoto), Usina Hidrelétrica Luís Carlos Barreto de Carvalho (ex-Estreito), Jaguara, Usina Hidrelétrica de Igarapava, Volta Grande, Porto Colômbia, Marimbondo e Água Vermelha.

## Afluentes
Os principais afluentes do rio Grande são os rios Aiuruoca, das Mortes, Jacaré, Verde, Sapucaí, Canoas, Pardo e Turvo.[carece de fontes?]

## Bacia

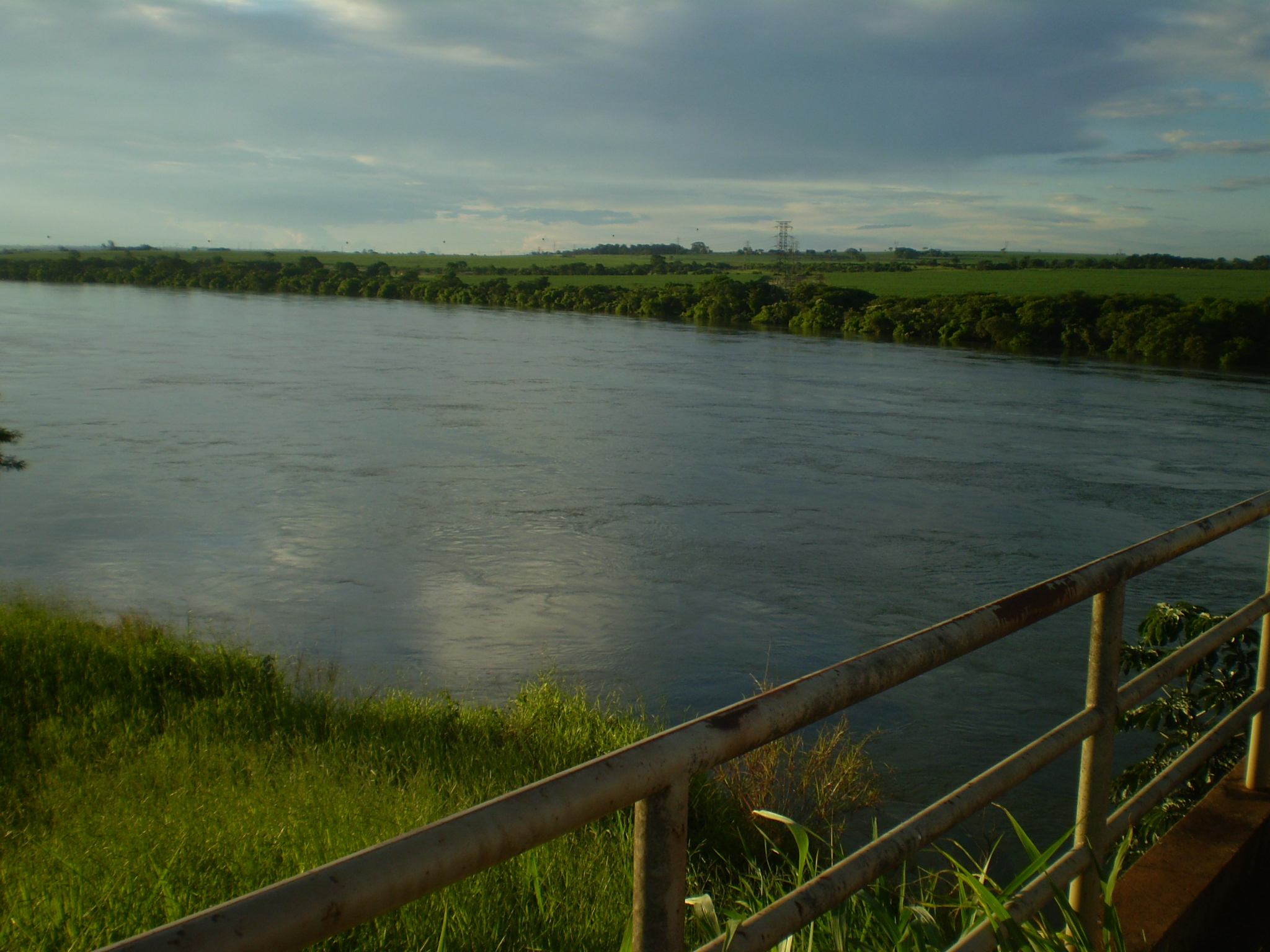
Rio Grande entre os estados de São Paulo e Minas Gerais

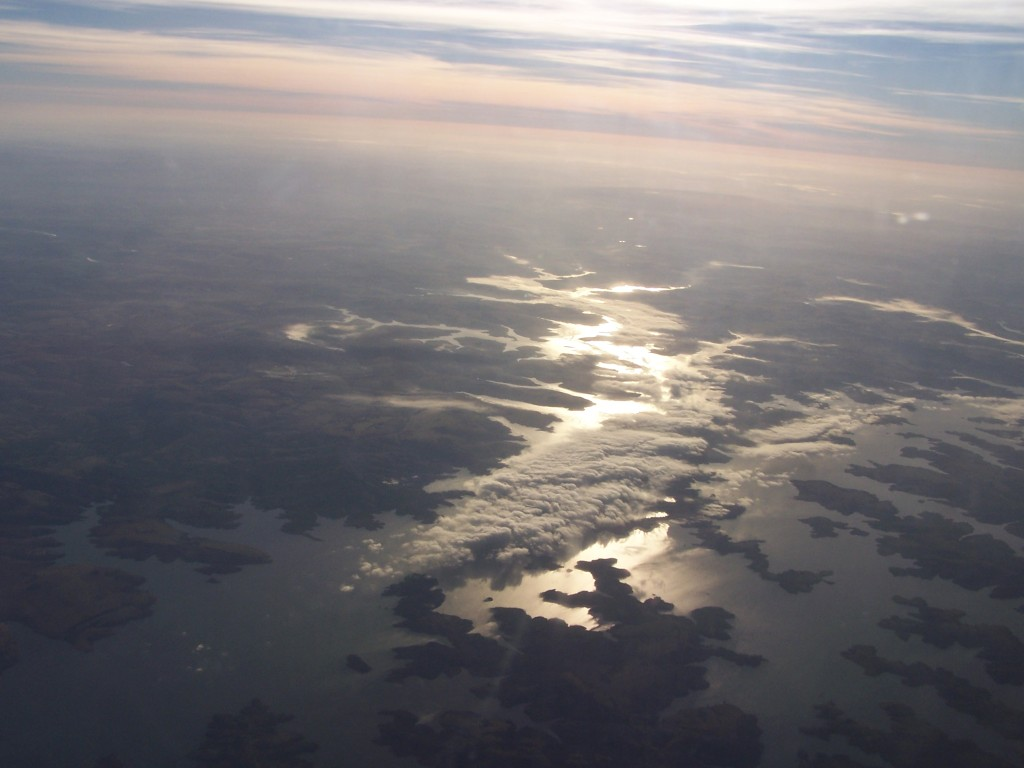
Vista aérea do rio Grande, em Minas Gerais

A bacia do rio Grande faz parte da bacia do rio Paraná. Possui uma área total de 143 mil km², dos quais 86 500 km² localizam-se em Minas Gerais, o que equivale a 17,8% do território mineiro. A bacia do rio Grande é responsável por cerca de 67% de toda a energia gerada no Estado mineiro. No curso do alto Rio Grande destacam-se as usinas hidrelétricas de Camargos e Itutinga, localizadas no município de Itutinga, e a Usina Hidrelétrica do Funil, entre os municípios de Lavras e Perdões.
No curso médio do rio Grande, encontra-se a Usina Hidrelétrica de Furnas, no trecho denominado "Corredeiras das Furnas", entre os municípios de São José da Barra e São João Batista do Glória, em Minas Gerais. Na divisa do Triângulo Mineiro com São Paulo situam-se as seguintes usinas hidrelétricas: Mascarenhas de Moraes (Usina de Peixoto) no local da antiga Cachoeira do Inferno (Ibiraci-MG), Estreito, Jaguara, Igarapava, Volta Grande, Porto Colômbia, Marimbondo e Água Vermelha.
O rio Grande contribui para manutenção de grandes clubes náuticos às suas margens tais como o águas do vale nos municípios de Sacramento (MG) e Rifaina (SP), bem como outros clubes em Igarapava (SP), Uberaba (MG), Conceição das Alagoas (MG), Planura (MG), Miguelópolis (SP), Acqua Minas entre os municípios de Ibiraci e Sacramento ambos de Minas Gerais. Contribui imensamente para agricultura e pecuária destes dois estados brasileiros.